# Mount Frink
Mount Frink är ett berg i Kanada.   Det ligger i provinsen British Columbia, i den sydvästra delen av landet, 3 700 km väster om huvudstaden Ottawa. Toppen på Mount Frink är 1 950 meter över havet.
Terrängen runt Mount Frink är bergig åt sydväst, men åt nordost är den kuperad.Runt Mount Frink är det glesbefolkat, med 14 invånare per kvadratkilometer.. Det finns inga samhällen i närheten. 
I omgivningarna runt Mount Frink växer i huvudsak barrskog.